# Familien Flintstone
Familien Flintstone (også kendt som The Flintstones eller Familien Flint) er en amerikansk tegnefilmserie, der foregår i et stenaldermiljø. Serien vistes første gang på amerikansk tv i 1960.
Familien Flint, som serien kom til at hedde på dansk, blev første gang vist på Danmarks Radio i 1961. I 1994 blev serien sendt på TV3.
Serien sendes med dansk tale på Boomerang.
Der er også lavet et par biograffilm, hvor rollerne spilles af levende skuespillere såsom John Goodman som Fred Flintstone i filmen The Flintstones fra 1994.

## Danske stemmer
- Esper Hagen: Fred Flintstone
- Lars Thiesgaard: Barney Småsten
- Pauline Rehné: Wilma Flintstone
- Michelle Bjørn-Andersen: Betty Småsten
- Claus Bue
- Lasse Lunderskov
- Timm Mehrens
- Ole Rasmus Møller
- Hans Henrik Bærentsen

## Diverse
På Søborg Hovedgade i det nordvestlige København lå i mange år Barneys Bodega, opkaldt efter Fred Flintstones ven Barney Rubble.